# Carl Martin Reinthaler

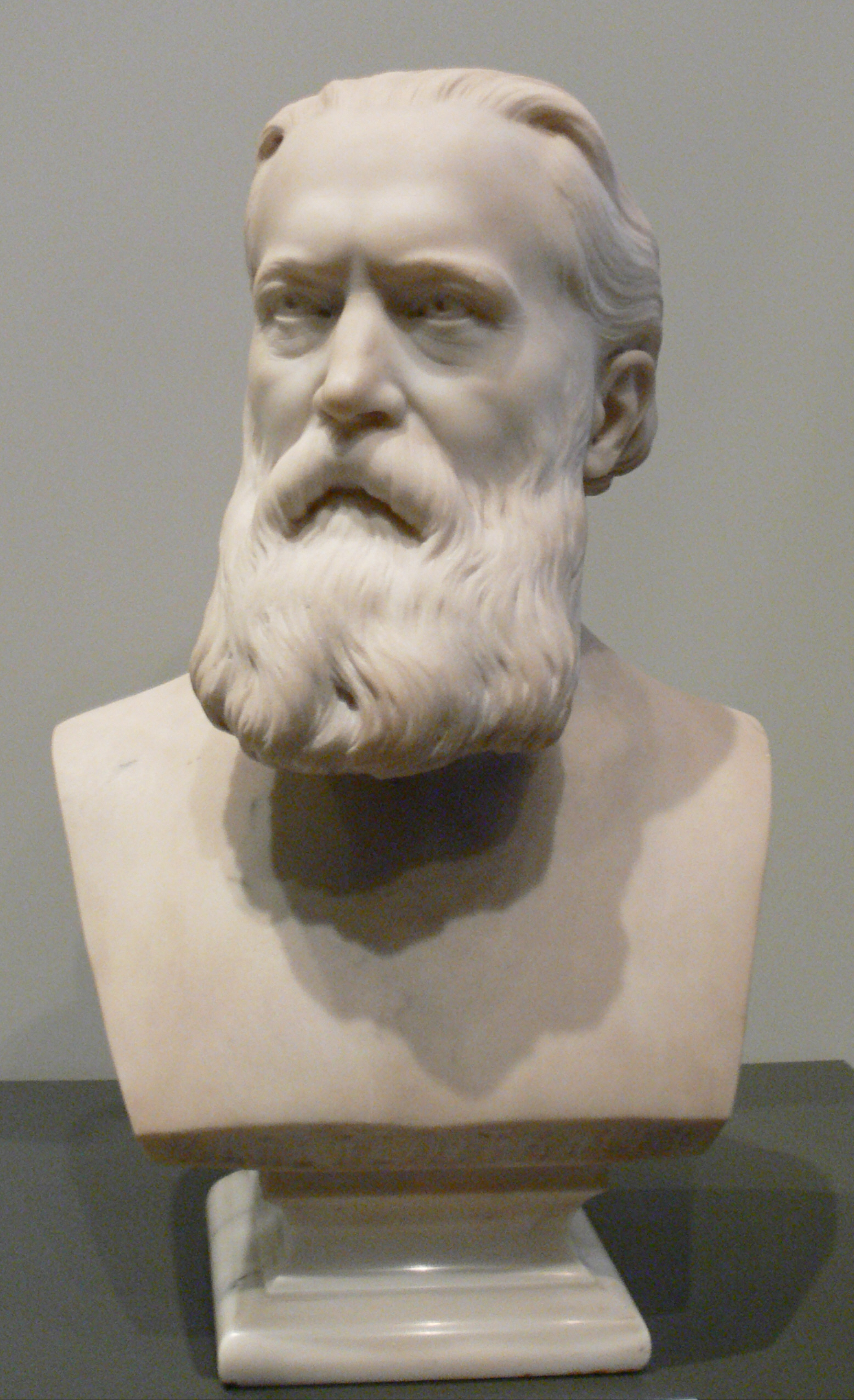
Carl Martin Reinthaler, byst av Diedrich Samuel Kropp, 1902.

Carl Martin Reinthaler, född den 13 oktober 1822 i Erfurt, död den 13 februari 1896 i Bremen, var en tysk musiker.
Reinthaler studerade först teologi, sedermera musik för Marx i Berlin samt 1849-52 i Paris och Rom. År 1853 blev han lärare vid Kölns konservatorium, 1858 musikdirektor, domkyrkoorganist och dirigent för sångakademien i Bremen, sedermera även för stadens "Liedertafel" och konsertorkester. Reinthaler fick 1888 professors titel. Av hans kompositioner är mest bekanta det flerstädes uppförda oratoriet Jephta, en prisbelönt hymn om Otto von Bismarck, körverken In der Wüste och Das Mädchen von Kola, operorna Edda (1875) och Kätchen von Heilbronn (1881) samt körsånger.